# Anita Włodarczyk
Anita Włodarczyk (ur. 8 sierpnia 1985 w Rawiczu) – polska lekkoatletka, trzykrotna mistrzyni olimpijska, czterokrotna mistrzyni świata oraz wielokrotna rekordzistka świata, Europy i Polski w rzucie młotem.
Uczestniczka igrzysk olimpijskich w 2008 w Pekinie (4. miejsce), złota medalistka igrzysk olimpijskich w 2012 w Londynie, w 2016 w Rio de Janeiro oraz w 2020 w Tokio. Mistrzyni świata z 2009, 2013, 2015 oraz 2017 roku, czterokrotna złota (2012, 2014, 2016, 2018), srebrna (2024) i brązowa (2010) medalistka mistrzostw Europy. Zwyciężała w klasyfikacji IAAF Hammer Throw Challenge (2013, 2014, 2015, 2016, 2017, 2018), drużynowym czempionacie Starego Kontynentu (2009, 2015) oraz w zimowym pucharze w rzutach lekkoatletycznych (2008 i 2009).
Podczas zwycięskich mistrzostw świata w Berlinie w sierpniu 2009 wynikiem 77,96 m ustanowiła rekord świata. W czerwcu 2010 r. poprawiła ten wynik uzyskując rezultat 78,30. 31 sierpnia 2014 r. w Berlinie po raz trzeci poprawiła rekord świata, uzyskując 79,58 m. 1 sierpnia 2015 została pierwszą kobietą w tej konkurencji, która przekroczyła 80 m, uzyskując wynik 81,08 m. 15 sierpnia 2016 roku na igrzyskach olimpijskich w Rio de Janeiro ponownie pobiła rekord świata w rzucie młotem z wynikiem 82,29 m, który przetrwał jedynie przez 13 dni. Został poprawiony przez nią samą 28 sierpnia 2016 roku na Memoriale Kamili Skolimowskiej w Warszawie i obecnie wynosi 82,98 m. Włodarczyk jest autorką sześciu najlepszych wyników w rzucie młotem w wykonaniu kobiety w historii oraz dwudziestu pięciu spośród najlepszych trzydziestu. Jest uważana za najlepszą zawodniczkę w historii tej dyscypliny.

## Dzieciństwo i edukacja
Anita Włodarczyk urodziła się 8 sierpnia 1985 roku w Rawiczu. Pochodzi ze sportowej rodziny: jej matka trenowała koszykówkę, a ojciec – piłkę nożną. Ma o sześć lat starszego brata Karola.
W październiku 2016 roku obroniła pracę magisterską pt. „Ewolucja rzutu młotem jako konkurencji lekkoatletycznej” w Wyższej Szkole Edukacji w Sporcie w Warszawie. Wcześniej uzyskała licencjat w Akademii Wychowania Fizycznego w Poznaniu.

## Kariera sportowa

### Początki
We wczesnej młodości trenowała speedrower – w 1998 roku została mistrzynią Europy juniorów w rywalizacji drużynowej. Już podczas nauki w szkole podstawowej zaczęła odnosić pierwsze sukcesy w lekkoatletyce, kiedy to zwyciężyła w mistrzostwach województwa leszczyńskiego w czworoboju. Od 2001 roku zaczęła trenować w klubie Kadet Rawicz i początkowo zajmowała się rzutem dyskiem (w rzucie młotem zadebiutowała w 2002), a od 2005 roku startowała w barwach AZS-AWF Poznań. Na mistrzostwach Polski seniorów Włodarczyk zadebiutowała w Białej Podlaskiej zajmując w 2005 roku szóste miejsce w rzucie młotem. W 2006 zdobyła pierwszy w karierze medal mistrzostw Polski seniorów zajmując w Bydgoszczy trzecie miejsce. Na rozegranych w 2006 roku w Toruniu młodzieżowych mistrzostwach Polski zdobyła srebrny medal w rzucie młotem, brązowy w rzucie dyskiem oraz uplasowała się na szóstym miejscu w rywalizacji kulomiotek. Rok później w Słupsku została młodzieżową mistrzynią kraju w rzucie młotem oraz wywalczyła srebro w rzucie dyskiem, a w pchnięciu kulą była ósma. Reprezentowała Polskę na młodzieżowym czempionacie Starego Kontynentu (2007), podczas którego zajęła dziewiąte miejsce. Także w 2007 roku uplasowała się na czwartym miejscu podczas mistrzostw Polski seniorów w Poznaniu.

### 2008
Na początku sezonu 2008 podczas rozegranego w marcu w Splicie zimowego pucharu Europy w rzutach zwyciężyła w rzucie młotem wynikiem 71,84 ustanawiając swój rekord życiowy. Rezultat ten był wówczas drugim w historii tej konkurencji w Polsce. Po tym sukcesie została nominowana przez European Athletics do tytułu lekkoatletki marca. 1 maja 2008 na zawodach w Poznaniu poprawiła swój rekord wynikiem 72,18, a pięć tygodni później – 6 czerwca w Kassel – uzyskała rezultat 72,65. Kolejny raz swoje najlepsze osiągnięcie poprawiła w Biberach an der Riß 28 czerwca rzucając 72,80.
W Szczecinie, w 2008 roku, miała wielką szansę na pierwszy w karierze tytuł mistrzyni Polski. W konkursie osiągnęła taki sam rezultat (71,71) jak mistrzyni olimpijska z Sydney Kamila Skolimowska, ale miała gorszy drugi wynik i zdobyła wicemistrzostwo kraju.

#### Igrzyska olimpijskie w Pekinie
Podczas konkursu finałowego igrzysk olimpijskich w Pekinie, 20 sierpnia 2008, uzyskała wynik 71,56, który dał jej szóste miejsce. Po dyskwalifikacji Aksany Miańkowej i Darii Pczelnik Anita została uplasowana na 4.miejscu.
W kończącym sezon światowym finale lekkoatletycznym w Stuttgarcie zajęła trzecią lokatę z wynikiem 70,97.

### 2009
Sezon 2009 Włodarczyk zainaugurowała ponownie triumfując w zimowym pucharze Europy w rzutach lekkoatletycznych – wynik dający jej zwycięstwo (75,05) był jej nowym rekordem życiowym. Rezultat ten poprawiła na mityngu rzutowym w Halle osiągając 23 maja wynik 75,39. Kolejny wartościowy rezultat uzyskała tydzień później podczas zawodów I ligi lekkoatletycznej w Białej Podlaskiej – 76,20. Ponownie swój rekord życiowy poprawiła wygrywając mityng Zlatá Tretra w Ostrawie z wynikiem 76,59. Zwyciężyła w rywalizacji młociarek podczas superligi drużynowych mistrzostw Europy.
Na stadionie im. Krzyszkowiaka w Bydgoszczy sięgnęła po pierwsze w karierze złoto mistrzostw Polski seniorów wyprzedzając następną zawodniczkę o ponad 10 metrów.
8 sierpnia podczas zawodów w Chociebużu uzyskała rezultat 77,20 bijąc jednocześnie rekord Polski zmarłej pół roku wcześniej Kamili Skolimowskiej. Wynik Włodarczyk był wówczas 4. rezultatem w historii kobiecego rzutu młotem.

#### Mistrzostwa świata wBerlinie

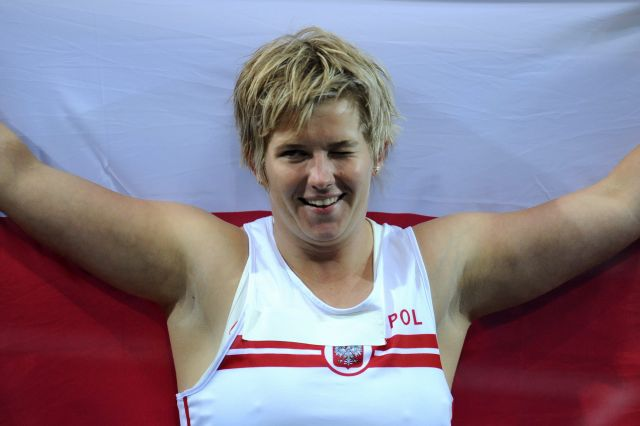
Anita Włodarczyk podczas mistrzostw świata w Berlinie (2009)

Na mistrzostwa świata w Berlinie Anita Włodarczyk jechała jako jedna z głównych kandydatek do zwycięstwa. 20 sierpnia wystąpiła w eliminacjach mistrzostw i już pierwszym rzutem uzyskała rezultat 74,54 m, kwalifikując się do finału. 22 sierpnia w drugiej próbie finałowego konkursu mistrzostw świata ustanowiła rekord świata wynikiem 77,96 m. Eksplozję radości po tym rezultacie okupiła kontuzją lewej kostki, gdy biegła w stronę trybun, skąd konkurs obserwowali polscy kibice. Opuściła trzy kolejne próby, aby w ostatniej szóstej, jako ostatnia rzucająca zawodniczka, oddać symboliczny, bliski „rzut radości”. Najlepsza w eliminacjach Niemka Heidler zbliżyła się do Włodarczyk w ostatniej próbie (77,12).
Po powrocie do Polski medalistów z Berlina prezydent Lech Kaczyński przyjął ich w Belwederze i wręczył wysokie odznaczenia państwowe. Anita Włodarczyk została odznaczona Krzyżem Kawalerskim Orderu Odrodzenia Polski. Wyniki Włodarczyk zaowocowały przyznaniem jej Złotych Kolców 2009 – nagrody dla najlepszej polskiej lekkoatletki w danym roku. Zajęła też drugie miejsce w Plebiscycie Przeglądu Sportowego na sportowca roku 2009 i 5. miejsce w plebiscycie EA na najlepszą lekkoatletkę Europy, została też nominowana do tytułu najlepszej lekkoatletki roku przez IAAF. Otrzymała również, obok Justyny Kowalczyk, Wielką Honorową Nagrodę Sportową PKOl.

### 2010
Anita Włodarczyk rozpoczęła starty w 2010 roku od mityngu w Dakarze 24 kwietnia, odnosząc zwycięstwo wynikiem 75,13 m. 15 maja zajęła drugie miejsce podczas zawodów w Halle, uzyskując równe 74 m. Cztery dni później odnotowała słabszy występ w Daegu, gdzie była dopiero czwarta (71,56 m). 26 maja triumfowała w Ostrawie wynikiem 75,74 m, a 29 maja zwyciężyła w Białej Podlaskiej (75,01 m).
6 czerwca 2010 podczas Europejskiego Festiwalu Lekkoatletycznego Enea Cup w Bydgoszczy Anita poprawiła własny rekord świata, rzucając młotem na odległość 78,30 m. Dwa dni później rzuciła w Warszawie 75,77 m. Po tych osiągnięciach została wybraną lekkoatletką czerwca w Europie, w plebiscycie organizowanym przez European Athletics. Z powodu kontuzji kręgosłupa nie mogła wziąć udziału w drużynowych mistrzostwach Europy w Bergen, oraz w mistrzostwach Polski w Bielsku-Białej.

#### Mistrzostwa Europy w Barcelonie
28 lipca 2010 roku odbyły się eliminacje mistrzostw Europy w Barcelonie, gdzie Włodarczyk już pierwszym rzutem na odległość 71,17 m osiągnęła minimum kwalifikacyjne. 30 lipca na Estadi Olímpic Lluís Companys z wynikiem 73,56 zdobyła brązowy medal mistrzostw Europy.
Po mistrzostwach Europy startowała jeszcze cztery razy. W Rieti 28 sierpnia najpierw przeszła eliminacje wynikiem 70,89 m, by w finale konkursu młociarek, rozgrywanym dzień później, zająć czwarte miejsce rezultatem 73,57 m. Potem były jeszcze zwycięstwa w Krakowie 4 września (72,66 m) i w Chorzowie 12 września (71,54 m). W łącznej klasyfikacji nowo wprowadzonego cyklu IAAF Hammer Throw Challenge uplasowała się na drugiej pozycji.
Na koniec sezonu Anita Włodarczyk zajęła czwarte miejsce w plebiscycie European Athlete of the Year Trophy oraz drugi raz w karierze zwyciężyła w plebiscycie Złote Kolce. Była nominowana do nagrody IAAF World Athlete of the Year jednak nie znalazła się w finałowej piątce, za to rekord świata Włodarczyk ustanowiony 6 czerwca został wybrany przez Track & Field News najlepszym występem w kobiecej lekkoatletyce w sezonie 2010. Zajęła też 9. miejsce w Plebiscycie Przeglądu Sportowego na 10. najlepszych sportowców roku.

### 2011
21 maja straciła miano rekordzistki świata po osiągnięciu przez Niemkę Betty Heidler w Halle wyniku 79,42.
Z powodu kontuzji pierwszy występ Włodarczyk miał miejsce dopiero pod koniec czerwca – Polka zajęła drugie miejsce w memoriale Janusza Kusocińskiego przegrywając o pół metra z Rosjanką Tatianą Łysenko (69,62 wobec 70,18).
W drugim starcie w sezonie – 11 sierpnia na mistrzostwach Polski seniorów w Bydgoszczy – uzyskała wynik 73,05.

#### Mistrzostwa świata w Daegu
W eliminacjach mistrzostw świata w Daegu uzyskała 71,09 m, kwalifikując się do finału. Nie udało jej się obronić mistrzostwa świata, zajęła piąte miejsce w konkursie finałowym z wynikiem 73,56 m. Najlepszy wynik sezonu osiągnęła już po mistrzostwach, 9 września w Elstal (75,33).

### 2012
Olimpijski sezon 2012 rozpoczęła od startu 19 maja w Halle, podczas którego z wynikiem 74,88 zajęła drugie miejsce. Potem startowała jeszcze na zawodach w Ostrawie (3. miejsce – 74,81), Eugene (2. miejsce – 75,60), Villeneuve-d’Ascq (1. miejsce – 73,69) i na mistrzostwach Polski w Bielsku-Białej (1. miejsce – 74,71).

#### Mistrzostwa Europy w Helsinkach
Na mistrzostwach Europy w Helsinkach zdobyła złoty medal uzyskując w konkursie finałowym, rozgrywanym w dniu 1 lipca wynik 74,29 m (dwa dni wcześniej wygrała eliminacje rezultatem 71,38; na tym etapie odpadła rekordzista świata Heidler). Było to pierwsze zwycięstwo polskiej lekkoatletki na ME od trzydziestu lat.
Tuż przed Igrzyskami Olimpijskimi wygrała 58. Memoriał Janusza Kusocińskiego uzyskując 76,81 m. Wynik ten wywindował Polkę na 6. miejsce w tabelach list światowych.

#### Igrzyska olimpijskie w Londynie
Igrzyska w Londynie rozpoczęła od zwycięstwa w eliminacjach, które odbyły się 8 sierpnia. Już w pierwszej próbie przekroczyła minimum kwalifikacyjne (74,00 m) osiągając 75,68 m. W konkursie finałowym, rozgrywanym 10 sierpnia uzyskała 77,60 m – swój najlepszy wynik w roku. Rezultat ten dał złoty medal (zwyciężczynią ogłoszono Rosjankę Tatianę Łysenko – 78,18 m, lecz jej tytuł został cztery lata później anulowany z powodu dopingu).
Po igrzyskach olimpijskich Anita Włodarczyk wystąpiła w zawodach jeszcze cztery razy. 19 sierpnia odniosła zwycięstwo nad Łysenko w Memoriale Kamili Skolimowskiej w Warszawie (76,70), 2 września zajęła 3. miejsce na mityngu w Berlinie (73,80), 8 września przeszła eliminacje finałowego konkursu challenge’u IAAF w rzucie młotem w Rieti (70,14), by dzień później odnieść zwycięstwo w wieńczących sezon zawodach (74,52). W łącznej klasyfikacji challenge’u IAAF zajęła 2. miejsce.
Sukcesy 2012 r. spowodowały, że Anita Włodarczyk po raz trzeci została wybrana laureatką Plebiscytu Przeglądu Sportowego, zajmując w nim 4. miejsce. Również po raz trzeci zdobyła Złote Kolce.

### 2013
Sezon poolimpijski 2013 Anita Włodarczyk rozpoczęła 25 maja w Warszawie, rzucając na odległość 71,04 m. Wcześniej kontuzja stopy i kręgosłupa uniemożliwiła jej treningi przez dwa miesiące.
1 czerwca w Eugene podczas mityngu Diamentowej ligi zajęła 2. miejsce wynikiem 74,73 m (zwyciężyła Betty Heidler – 75,21). Rezultaty z Eugene zaliczane były do challenge’u IAAF w rzucie młotem. 10 czerwca w Moskwie Włodarczyk wynikiem 74,28 pokonała Tatianę Łysenko, mistrzynię olimpijską z Londynu, w konkursie rzutu młotem rozegranym podczas mityngu Moscow Challenge. Z kolei 15 czerwca podczas Memoriału Janusza Kusocińskiego w Szczecinie, którego wyniki również zaliczane były do challenge’u IAAF w rzucie młotem, ponownie przegrała z Heidler, ale po raz pierwszy w sezonie przekroczyła 76 m (uzyskała 76,06). Po tych zawodach objęła prowadzenie w klasyfikacji challenge’u IAAF.
Dobrą dyspozycję potwierdziła Anita Włodarczyk podczas drużynowych mistrzostw Europy w Gateshead 23 czerwca, gdzie była druga z wynikiem 74,14, zaledwie 17 cm za Heidler. Zaledwie trzy dni po zawodach w Gateshead wystąpiła na mityngu Zlatej Tretry w Ostrawie, gdzie rzuciła 74,98, zajmując drugie miejsce. Ponownie przegrała z Heidler, która wyszła na prowadzenie w challenge’u IAAF. Przedostatniego dnia czerwca, podczas meczu Polska – Reszta Świata, który odbył się w Ośrodku Przygotowań Olimpijskich w Cetniewie, Anita Włodarczyk wygrała rzut młotem wynikiem 75,28. 19 lipca podczas mistrzostw Polski w Toruniu osiągnęła najlepszy wynik zawodów, zwyciężając rezultatem 76,93.

#### Mistrzostwa świata w Moskwie
Na mistrzostwa świata w Moskwie jechała jako jedna z trzech głównych faworytek. Rozgrywane 14 sierpnia eliminacje odbywały się pod dyktando Włodarczyk, która uzyskała najlepszy wynik dnia – 76,18 m. Sensacją było odpadnięcie Betty Heidler. Dwa dni później reprezentantka Polski stoczyła pasjonującą walkę z Łysenko, ustanawiając rekord Polski 78,46 m, ale przegrywając złoto o 34 cm. Srebrny medal Włodarczyk (po latach zamieniony na złoto wskutek dyskwalifikacji rywalki) był trzecim krążkiem wywalczonym przez reprezentantów Polski na moskiewskich mistrzostwach. Wyniki mistrzostw świata zaliczane były do klasyfikacji challenge’u IAAF w rzucie młotem, w której Polka ponownie objęła prowadzenie.
Kilka dni później Włodarczyk wygrała kolejne zawody z tego cyklu, umacniając się na prowadzeniu w klasyfikacji. 21 sierpnia uzyskała w słowackiej Dubnicy trzeci wynik w karierze – 78,22 m.
Cztery dni później zdecydowanie pokonała mistrzynię świata Łysenko w Memoriale Kamili Skolimowskiej, wygrywając zawody z wynikiem 75,78 m.
Wrzesień rozpoczęła doskonale od zwycięstwa na mityngu ISTAF w Berlinie wynikiem 77,15. Włodarczyk, która uzyskała ogromną przewagę nad Łysenko i Heidler, praktycznie zapewniła sobie zwycięstwo w klasyfikacji IAAF Hammer Throw Challenge. Swoją dominację potwierdziła, zwyciężając zarówno w eliminacjach (73,96), jak i w finale (76,57) ostatniego konkursu challenge’u w Rieti (7–8 września). Jej przewaga nad Łysenko wyniosła ostatecznie 6,24 pkt. 13 września Włodarczyk zdobyła złoty medal VII Igrzysk Frankofońskich w Nicei. Wynikiem 75,62 wyprzedziła następną zawodniczkę, Rumunkę Biancę Perie o ponad 5 metrów.
W podsumowaniach roku 2013 Anita Włodarczyk okazała się najlepszą młociarką globu w rankingach „Track & Field News” oraz All Athletics. Wygrała po raz kolejny ranking „Złote Kolce”, zwyciężyła w plebiscycie na najlepszą sportsmenkę Warszawy, a w Plebiscycie Przeglądu Sportowego zajęła 8. miejsce.

### 2014
31 stycznia 2014 roku podczas mityngu Pedros Cup w Bydgoszczy Włodarczyk zdobyła tytuł halowej mistrzyni Polski w rozgrywanej po raz pierwszy konkurencji rzutu ciężarkiem i ustanowiła rekord Polski wynikiem 20,09 m. Sezon letni z powodu kontuzji rozpoczęła późno. 24 maja wystąpiła co prawda w pokazowych zawodach Rzuty przez Odrę we Wrocławiu, gdzie nieoczekiwanie przegrała o 1,35 m z Joanną Fiodorow (wynik Włodarczyk – 69,32), ale pierwszy oficjalny start zanotowała 16 czerwca w Ostrawie, przegrywając tylko z Betty Heidler, która wynikiem 78,00 wysunęła się na pierwsze miejsce list światowych. Włodarczyk osiągnęła 76,41 m.
23 czerwca ogłoszono zwycięstwo Anity Włodarczyk w plebiscycie czytelników serwisu PZLA.pl na Lekkoatletów 25-lecia Wolnej Polski (wśród mężczyzn triumfował Robert Korzeniowski). Po tej dacie rozpoczęła się imponująca seria zwycięstw Włodarczyk w zawodach lekkoatletycznych. 8 lipca zwyciężyła w Székesfehérvár, podczas 4. István Gyulai Memorial wynikiem 75,53, pokonując Heidler. Konkurs zaliczany był do cyklu IAAF Hammer Throw Challenge. 26 lipca Włodarczyk osiągnęła podczas rozgrywanego w Cetniewie 2. Festiwalu Rzutów im. Kamili Skolimowskiej wynik 78,17 m, dzięki czemu wyszła na czoło list światowych. 31 lipca podczas 90. mistrzostw Polski seniorów w Szczecinie po raz piąty zdobyła tytuł mistrzowski, uzyskując 75,85 m.

#### Mistrzostwa Europy w Zurychu
Na 22. Mistrzostwa Europy w Zurychu Anita Włodarczyk jechała w roli faworytki. 13 sierpnia wygrała eliminacje wynikiem 75,73 cm. 15 sierpnia 2014 roku podczas finału mistrzostw Europy, rozgrywanych na Letzigrund Stadion, zdobyła tytuł Mistrzyni Europy, oddając rzut na 78,76 m, czym poprawiła własny rekord Polski w rzucie młotem. Druga była Martina Hrašnová ze Słowacji. Brązowy medal zdobyła inna reprezentantka Polski, Joanna Fiodorow.
Po mistrzostwach w Zurychu w sezonie 2014 Anita Włodarczyk startowała jeszcze trzykrotnie. 23 sierpnia na Memoriale Kamili Skolimowskiej w Warszawie zwyciężyła wynikiem 77,66 m. 31 sierpnia na mityngu w Berlinie Polka rzuciła 79,58 m, czym ustanowiła nowy rekord świata w rzucie młotem, poprawiając wynik Betty Heidler o 16 cm. Włodarczyk zwyciężyła również w klasyfikacji IAAF Hammer Throw Challenge (pokonując o blisko 4 pkt. Heidler), a także 14 września triumfowała wynikiem 75,21 w Pucharze Interkontynentalnym w Marrakeszu.
W podsumowaniach 2014 roku po raz piąty w karierze zdobyła Złote Kolce. Została nominowana do tytułu najlepszej lekkoatletki świata IAAF (AOY – IAAF World Athlete of the Year). W plebiscycie European Athletics na najlepszą lekkoatletkę Europy zajęła 2. miejsce. W plebiscycie specjalistycznego biuletynu lekkoatletycznego International Athletics uznana została za drugą lekkoatletkę świata sezonu.
W sposób szczególny docenił jej osiągnięcia amerykański magazyn Track & Field News, przyznając Anicie Włodarczyk tytuł lekkoatletki roku (Track & Field Athlete of the Year). Było to drugie zwycięstwo polskiego lekkoatlety w tym prestiżowym plebiscycie (w 1974 roku tytuł przypadł Irenie Szewińskiej). W plebiscycie Przeglądu Sportowego zajęła 6. miejsce. Została uznana najlepszą młociarką globu w rankingach All Athletics i Track and Field News. PKOl przyznał jej, podobnie jak w roku 2009 Wielką Honorową Nagrodę Sportową (otrzymali ją również Kamil Stoch, Zbigniew Bródka, Justyna Kowalczyk i Michał Kwiatkowski).

### 2015
Anita Włodarczyk sezon 2015 otworzyła znakomitym wynikiem 77,73 m uzyskanym 20 maja podczas mityngu IAAF World Challenge w Pekinie. Było to najlepsze w karierze otwarcie sezonu przez polską rekordzistkę świata. 25 maja w pierwszym dniu 54. mityngu Zlatej Tretry w Ostrawie wygrała konkurs rzutu młotem wynikiem 76,61 m. 14 czerwca podczas Europejskiego Festiwalu Lekkoatletycznego w Bydgoszczy uzyskała 74,29 m, odnosząc trzecie w sezonie zwycięstwo. Tydzień później triumfowała podczas DME w Czeboksarach, ustanawiając wynikiem 78,28 m rekord imprezy.
27 czerwca we Wrocławiu podczas zawodów Rzut przez Odrę uzyskała 79,83 m, zatem o 25 cm więcej od własnego rekordu świata. Rekord ten nie został ratyfikowany przez IAAF (młot leciał nad strumieniem Odry, a nie nad boiskiem), ale jest ujmowany w wielu statystykach. 7 lipca w węgierskim mieście Székesfehérvár triumfowała na mityngu poświęconym pamięci Istvána Gyulaia, uzyskując rezultat 75,48 m. 21 lipca w Krakowie po raz szósty została mistrzynią Polski wynikiem 78,24 m. 1 sierpnia w Cetniewie podczas Festiwalu Rzutów im. Kamili Skolimowskiej pobiła rekord świata wynikiem 81,08 m, stając się pierwszą kobietą, która przekroczyła 80 m. 9 sierpnia w konkursie rzutu młotem na 61. Memoriale Janusza Kusocińskiego w Szczecinie uzyskała 76,70 m.

#### Mistrzostwa świata w Pekinie
Na mistrzostwa świata w Pekinie jechała jako zdecydowana faworytka konkursu rzutu młotem, niepokonana od kilkunastu miesięcy. 26 sierpnia wygrała eliminacje wynikiem 75,01 cm. Dzień później w finale zdobyła złoty medal i ustanowiła rekord mistrzostw wynikiem 80,85 m. Druga zawodniczka, Chinka Zhang Wenxiu przegrała z Polką o 4,52 m. Anita Włodarczyk zwyciężyła również po raz trzeci w klasyfikacji IAAF Hammer Throw Challenge wynikiem 235,28 m, co było rekordowym osiągnięciem w historii imprezy. Na zakończenie sezonu, 13 września, podczas LOTTO Warszawskiego Memoriału Kamili Skolimowskiej wygrała konkurs rzutu młotem wynikiem 78,16 m, poprawiając dotychczasowy rekord mityngu.
W podsumowaniach roku Włodarczyk znalazła się w trzyosobowym finale plebiscytu IAAF World Athlete of the Year (ostatecznie zwyciężyła Etiopka Genzebe Dibaba). Szósty raz w karierze sięgnęła po Złote Kolce. W plebiscycie pisma „Track and Field News” na najlepszą lekkoatletkę roku zajęła tym razem drugie miejsce, nieznacznie przegrywając z Genzebe Dibabą. Drugie miejsce zajęła również w plebiscycie „Przeglądu Sportowego” na najlepszych sportowców Polski (tu przegrała z piłkarzem Robertem Lewandowskim). Była też nominowana do tytułu najlepszej lekkoatletki w Europie w plebiscycie European Athletics (zwyciężyła holenderska sprinterka Dafne Schippers). Po raz czwarty (i trzeci z rzędu) została uznana przez Track & Field News za najlepszą młociarkę globu. Już w styczniu 2016 roku Anicie Włodarczyk została przyznana po raz trzeci w karierze Wielka Honorowa Nagroda Sportowa PKOl.

### 2016
Sezon olimpijski Anita Włodarczyk rozpoczęła znakomicie – 19 maja zwyciężyła w Ostrawie rzucając 78,54. Podczas mityngu miotaczy w Halle 21 maja wygrała rezultatem 79,48 – czwartym w historii rzutu młotem. Kolejne zwycięstwo zawodniczka warszawskiej Skry odniosła 29 maja na zawodach Meeting Elite de Forbach, zaliczanych do cyklu European Athletics Outdoor Area Permit Meetings, uzyskując rezultat 79,45.
4 czerwca Włodarczyk wygrała konkurs rzutu młotem na mityngu w Šamorínie, na przedmieściach Bratysławy. Polska mistrzyni zwycięstwo zapewniła sobie próbą na 77,70 m. 23. zwycięstwo z rzędu, piąte w 2016 r., odniosła Anita Włodarczyk rzucając 7 czerwca podczas mityngu w Montreuil na odległość 76,61 m. 18 czerwca odniosła kolejne zwycięstwo, tym razem podczas Memoriału Janusza Kusocińskiego w Szczecinie. Zawodniczka stołecznej Skry posłała młot na znakomitą odległość 79,61 m.

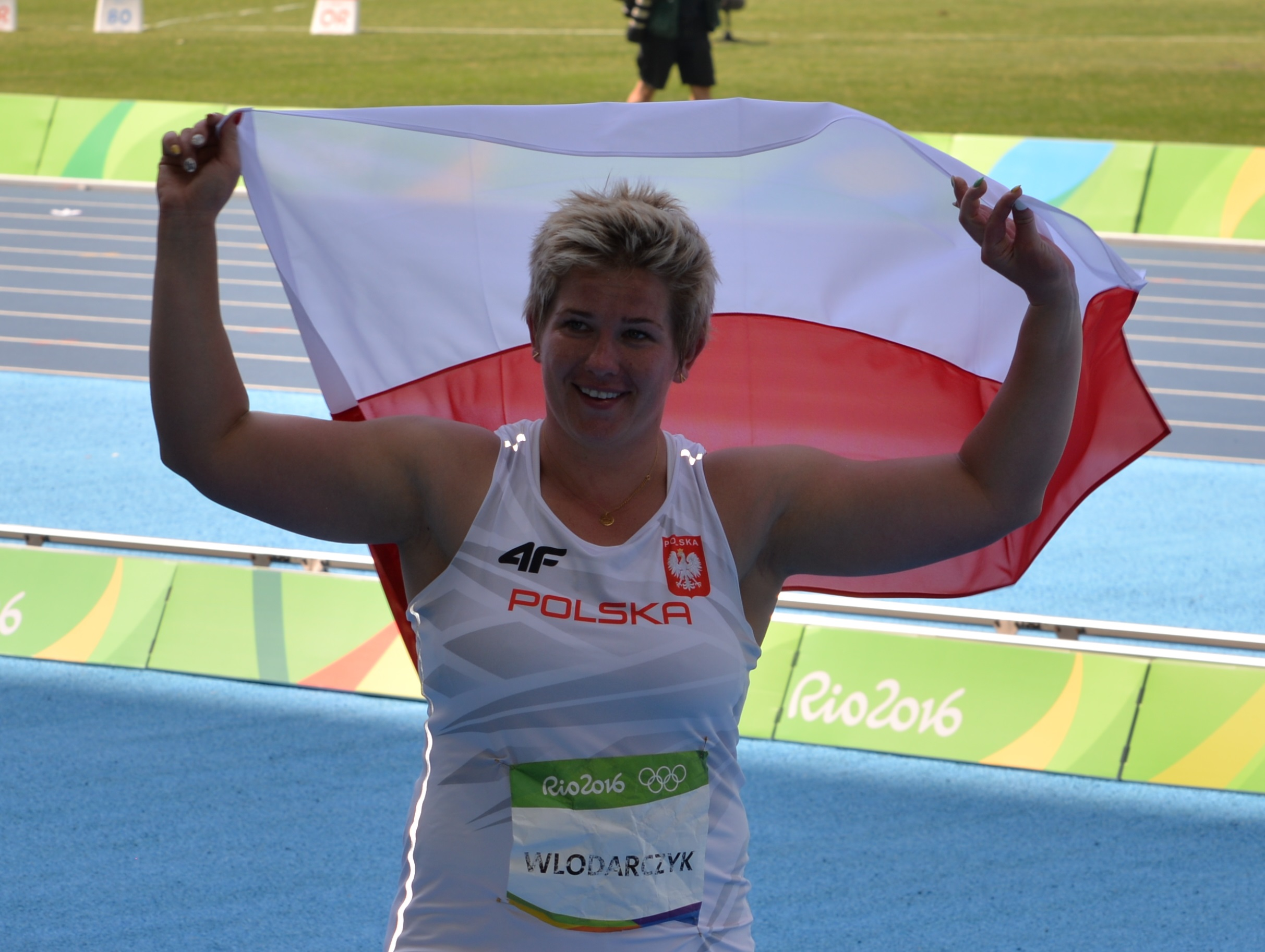
Anita Włodarczyk podczas igrzysk olimpijskich w Rio de Janeiro 2016

26 czerwca w Bydgoszczy Anita Włodarczyk po raz siódmy została mistrzynią Polski, ustanawiając w czwartej kolejce rekord mistrzostw wynikiem 78,69.

#### Mistrzostwa Europy w Amsterdamie
6 lipca podczas mistrzostw Europy w Amsterdamie wygrała eliminacje rzutu młotem wynikiem 73,96 m, a dwa dni później została po raz trzeci mistrzynią Europy, uzyskując w finale 78,14 m. Drugie miejsce z wynikiem o 2,37 m gorszym od Włodarczyk zajęła Betty Heidler.
12 lipca w Cetniewie, podczas Festiwalu im. Kamili Skolimowskiej po raz pierwszy w sezonie posłała młot na odległość większą niż 80 m. Włodarczyk uzyskała w piątej próbie 80,26 m i miała jeszcze cztery rzuty ponad 79 m. 17 lipca niekorzystne warunki pogodowe nie przeszkodziły rekordzistce świata w odniesieniu kolejnego zwycięstwa. W węgierskim mieście Székesfehérvár Polka triumfowała w zawodach cyklu IAAF Hammer Throw Challenge ze znakomitym wynikiem 78,10 m.

#### Igrzyska olimpijskie w Rio de Janeiro
Anita Włodarczyk była zdecydowaną faworytką rozgrywanych w Rio de Janeiro igrzysk olimpijskich. Polska mistrzyni najpierw 12 sierpnia wygrała eliminacje wynikiem 76,93 m (były to jej najlepsze eliminacje w karierze), a trzy dni później zwyciężyła w finale, ustanawiając w trzeciej próbie rekord świata – 82,29 m. Kolejną zawodniczkę, Chinkę Zhang Wenxiu wyprzedziła o 5 metrów i 54 centymetry. Z trybun Anicie kibicowali rodzice, Maria i Andrzej Włodarczykowie. Wynik Włodarczyk był jednym z trzech rekordów świata ustanowionych podczas brazylijskich igrzysk na stadionie lekkoatletycznym.
Wkrótce po igrzyskach okazało się, że Anita Włodarczyk po raz czwarty z rzędu zwyciężyła w klasyfikacji IAAF Hammer Throw Challenge, uzyskując w trzech startach rekordowe 240,44 m (odwołano finałowy mityng cyklu w Rieti). 28 sierpnia podczas Memoriału Kamili Skolimowskiej na Stadionie Narodowym w Warszawie, ponownie ustanowiła rekord świata, rzucając w czwartej próbie 82,98 m. Był to ostatni start Włodarczyk w sezonie 2016.
Znakomity sezon spowodował, że Anita Włodarczyk ponownie znalazła się w ścisłych trzyosobowych gronach zawodniczek nominowanych przez EAA i IAAF do tytułu lekkoatletki roku. Plebiscyt federacji europejskiej zakończył się jednak nieoczekiwanym zwycięstwem Hiszpanki Ruth Beitii, plebiscyt IAAF wygrała Almaz Ayana. 4 listopada 2016 Anita Włodarczyk odebrała Złote Kolce, nagrodę dla najlepszej lekkoatletki w Polsce. Polska mistrzyni otrzymała ją po raz siódmy, przez co wyrównała rekord Ireny Szewińskiej. 11 listopada 2016, w dniu Narodowego Święta Niepodległości została odznaczona przez prezydenta RP Andrzeja Dudę Krzyżem Oficerskim Orderu Odrodzenia Polski za wybitne osiągnięcia sportowe, za promowanie Polski na arenie międzynarodowej. Wielkim triumfem Anity Włodarczyk zakończyły się plebiscyty brytyjskiego biuletynu specjalistycznego Athletics International oraz cenionego amerykańskiego magazynu Track and Field News. W obu przypadkach Włodarczyk została wybrana najlepszą lekkoatletką globu (w plebiscycie Track and Field News po raz drugi). Została też uznana za 9. sportowca Europy w ankiecie PAP, plasując się po raz pierwszy w czołowej dziesiątce, a po raz trzeci na pierwszym miejscu spośród polskich sportowców (poprzednio w 2009 i 2015 r.). Z innych wyróżnień warto wymienić nagrodę The Brand Laureate World Record Awards – Asia Pacific Brands Foundation oraz pierwszy w historii tytuł Honorowego Obywatela Gminy Rawicz.
Poczta Polska wydała 28 listopada 2016 znaczek o nominale 2,50 PLN z Anitą Włodarczyk w serii „Polscy złoci medaliści Rio 2016”, a także okolicznościowy bloczek. Walor zaprojektowała Agnieszka Sancewicz.

### 2017
7 stycznia 2017 Anita Włodarczyk po raz pierwszy wygrała Plebiscyt „Przeglądu Sportowego” na 10 najlepszych sportowców Polski. Dwa dni później po raz czwarty odebrała Wielką Honorową Nagrodę Sportową. W lutym 2017 została uznana po raz kolejny za najlepszego sportowca Warszawy.
Sezon letni 2017 rozpoczęła 6 maja od zwycięstwa w Dosze wynikiem 79,73. To było najlepsze otwarcie sezonu w wykonaniu rekordzistki świata, która oczywiście została liderką światowych tabel. 20 maja Anita Włodarczyk wygrała w Halle, uzyskując 76,32 m. 28 maja zwyciężyła wynikiem 75,69 w mityngu w Forbach. 3 czerwca odniosła kolejne zwycięstwo w zawodach, tym razem w mityngu zaliczanym do IAAF Hammer Throw Challenge w São Bernardo do Campo. Polska uzyskała równie 78 m i o blisko 5 metrów pokonała Amerykankę Gwen Berry. 10 czerwca w Szczecinie zwyciężyła podczas Memoriału Janusza Kusocińskiego, uzyskując 77,07 m. Konkursy rzutu młotem kobiet i mężczyzn zaliczane były do cyklu IAAF Hammer Throw Challenge. W kolejnym mityngu tej serii, 17 czerwca w Šamorinie Włodarczyk do zwycięstwa wystarczył wynik 75,45 m. W Drużynowych Mistrzostwach Europy w Lille Anita Włodarczyk nie wystąpiła, zastąpiła ją Malwina Kopron. 27 czerwca zwyciężyła natomiast w konkursie im. Kamili Skolimowskiej w Ostrawie – uzyskała wynik 79,72 m.
3 lipca 2017 Włodarczyk wygrała w mityngu IAAF Hammer Throw Challenge w Székesfehérvár, uzyskując wynik 77,77 m i zapewniając sobie w praktyce zwycięstwo w całym cyklu. 23 lipca 2017 w Białymstoku Włodarczyk po raz ósmy została mistrzynią Polski. Zawodniczka Skry po dwóch rzutach na ponad 78 metrów w czwartej serii popisała się próbą na 80,79, umacniając się na pozycji liderki światowych tabel. Anita Włodarczyk pierwszy raz w sezonie przekroczyła granicę 80 metrów. Fantastyczny wynik 82,87 m padł za sprawą Włodarczyk na zawodach w Cetniewie, 29 lipca. Był to drugi rezultat w historii, gorszy od rekordu świata zaledwie o 11 cm. Polka aż pięć razy przekraczała w tym konkursie 80 m.

#### Mistrzostwa świata w Londynie

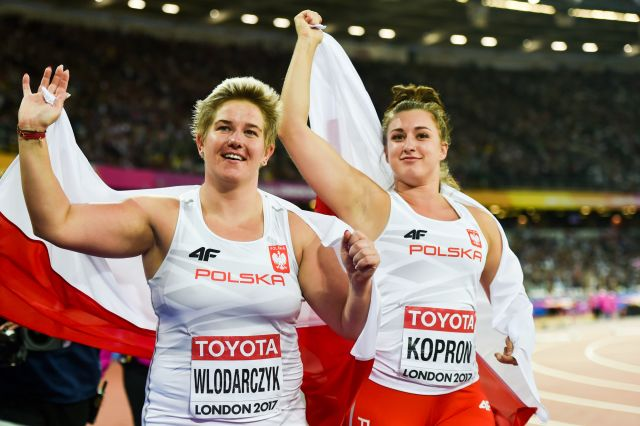
Anita Włodarczyk i Malwina Kopron po zakończonym konkursie finałowym mistrzostw świata w Londynie w 2017

5 sierpnia 2017 Włodarczyk przystąpiła do rywalizacji na mistrzostwach świata w Londynie. Wygrała wyraźnie swoją grupę eliminacyjną wynikiem 74,61 m, uzyskanym już w pierwszej próbie. We wcześniejszej grupie eliminacyjnej, startującej w dużo lepszych warunkach atmosferycznych, Malwina Kopron osiągnęła 74,97 m. Dwa dni później Włodarczyk zdobyła po raz trzeci złoty medal mistrzostw świata, uzyskując w piątej kolejce 77,90 m. Początkowo rekordzistce świata w konkursie finałowym wyraźnie nie szło. W pierwszej kolejce uzyskała zaledwie 70,45 m, a do ścisłego finału dostała się z szóstym rezultatem – 71,94 m. Na prowadzenie wyszła w czwartej kolejce wynikiem 77,39 m. Srebrny medal zdobyła Chinka Zheng Wang wynikiem 75,94 m, a z medalu brązowego cieszyła się Kopron (74,76 m). Anita Włodarczyk startowała w konkursie finałowym z kontuzją palca. Mistrzyni świata swój ostatni start w sezonie miała 15 sierpnia w Warszawie. Podczas Memoriału Kamili Skolimowskiej na Stadionie Narodowym rzuciła 79,80 m. Po raz piąty została zwyciężczynią klasyfikacji IAAF Hammer Throw Challenge wynikiem 235,62 m.
W podsumowaniach roku Anita Włodarczyk została po raz szósty z rzędu laureatką rankingu Złote Kolce. 19 grudnia została laureatką Nagrody Sportowej Polskiego Radia. Włodarczyk otrzymała tytuł Mistrza 2017 roku. Polska mistrzyni po raz trzeci została uznana za najlepszą lekkoatletkę świata w plebiscycie magazynu Track and field News. Rezultat 82,87 m okazał się też najlepszy w lekkoatletyce kobiecej sezonu 2017 według tabel punktowych IAAF.

### 2018
6 stycznia 2018 Anita Włodarczyk zajęła 3. miejsce w Plebiscycie Przeglądu Sportowego na 10 najlepszych sportowców Polski. 2 lutego 2018 po raz piąty została ogłoszona najlepszym sportowcem Warszawy.
W pierwszym występie w roku 2018 Włodarczyk, której przygotowań do sezonu nie zakłóciły żadne kontuzje ani choroby, uzyskała 26 maja podczas mityngu w Halle zaledwie 65,71 m. Zajęła 9. miejsce, co oznaczało pierwszą porażkę od czerwca 2014 roku. Tym samym jej bilans nieprzerwanych zwycięstw zatrzymał się na liczbie 42 (nie wliczono do tej statystyki wyników zawodów eliminacyjnych IO, MŚ czy ME). 8 czerwca podczas Memoriału Janusza Kusocińskiego na Stadionie Śląskim w Chorzowie było już dobrze (75,52), choć Włodarczyk przegrała ze znakomicie dysponowaną Amerykanką Gwen Berry (77,78 – najlepszy w tym momencie wynik na świecie).
12 czerwca 2018 roku w Ostrawie odniosła pierwsze w sezonie zwycięstwo (76,42). Potem przyszły kolejne: 22 czerwca na mityngu w Madrycie (76,17), dzięki czemu wyszła na prowadzenie w klasyfikacji IAAF Hammer Throw Challenge oraz 1 lipca na zawodach w Székesfehérvárze (74,63). Anita Włodarczyk nie wystąpiła na Festiwalu Rzutów im. Kamili Skolimowskiej w Cetniewie, natomiast 14 lipca udanie reprezentowała Polskę podczas Pucharu Świata w Londynie, odnosząc przekonujące zwycięstwo nad najgroźniejszymi rywalkami i zostając po raz pierwszy w sezonie liderką światowych tabel (78,74).
22 lipca 2018 roku w Lublinie sięgnęła po dziewiąty tytuł mistrzyni Polski z wynikiem 79,59 m, który okazał się najlepszy w całym sezonie lekkoatletycznym. Przed mistrzostwami Europy wystąpiła jeszcze tylko raz, uzyskując 28 lipca w Stalowej Woli rezultat 77,77 m.

#### Mistrzostwa Europy w Berlinie
Na mistrzostwa Europy w Berlinie Włodarczyk jechała jako zdecydowana faworytka konkursu rzutu młotem i nie zawiodła. Najpierw 10 sierpnia zwyciężyła w swej grupie eliminacyjnej wynikiem 75,10 m, by dwa dni później obronić tytuł mistrzyni wynikiem 78,94 m. Rezultat uzyskany przez Włodarczyk był rekordem mistrzostw Europy. Polka już po raz czwarty sięgnęła po tytuł mistrzowski na Starym Kontynencie. Trzecie miejsce w konkursie zajęła Joanna Fiodorow, zdobywając wynikiem 74,00 m brązowy medal. Krótko po mistrzostwach Międzynarodowy Komitet Olimpijski przekazał do PKOl oficjalną informację dotyczącą przyznania Anicie Włodarczyk złotego medalu olimpijskiego za Igrzyska Olimpijskie w Londynie. To efekt dyskwalifikacji Rosjanki Tatjany Łysienko.
Anita Włodarczyk w sezonie 2018 roku po raz szósty została zwyciężczynią klasyfikacji IAAF Hammer Throw Challenge. Ostatni start zanotowała 8 września podczas Pucharu kontynentalnego w Ostrawie, kiedy to reprezentując Europę zajęła drugie miejsce z wynikiem 73,45 m. Zwyciężyła Amerykanka DeAnna Price (75,46). Włodarczyk uzyskała nominację do tytułu lekkoatletki roku w Europie („Golden Tracks”) oraz lekkoatletki roku IAAF. Po raz siódmy została laureatką nagrody „Złote Kolce” dla najlepszej lekkoatletki w Polsce. W prestiżowym plebiscycie magazynu Track and Field News „World Women’s Athlete Of The Year”, który poprzednio trzykrotnie wygrywała, zajęła tym razem 9. miejsce.

### 2019
5 stycznia 2019 roku Anita Włodarczyk po raz 9. znalazła się w dziesiątce najlepszych sportowców Polski w Plebiscycie Przeglądu Sportowego, zajmując tym razem 8. miejsce. 1 lutego 2019 roku Trybunał Arbitrażowy ds. Sportu ogłosił, że wyniki dwunastu rosyjskich sportowców z lat 2012–2016 zostaną anulowane. Wśród tych sportowców znalazła się Tatjana Łysienko, dzięki czemu druga podczas Mistrzostw Świata w Moskwie Włodarczyk otrzymała złoty medal. W lutym 2019 po raz szósty została uznana najlepszym sportowcem Warszawy. 5 kwietnia 2019 roku Anita Włodarczyk została oficjalnie zawodniczką klubu AZS-AWF Katowice. Pierwszy start w sezonie zanotowała 21 maja 2019 r. Podczas mityngu zaliczanego do klasyfikacji IAAF Hammer Throw Challenge w Nankinie zajęła 3. miejsce z wynikiem 73,64 m. Oznaczało to wypełnienie minimów na MŚ 2019 w Katarze oraz na IO 2020 w Tokio. W czerwcu startowała jeszcze dwa razy. Najlepszy wynik sezonu uzyskała zwyciężając 11 czerwca w Turku – 75,61 m. Pięć dni później w Chorzowie uzyskała 75,12 m. Była wówczas druga. Zrezygnowała ze startu w mistrzostwach świata w Doha i w lipcu 2019 roku przeszła operację stawu kolanowego, która skutkowała wielomiesięczną rehabilitacją. W końcowej klasyfikacji Hammer Throw Challenge zajęła 4. miejsce.
26 października 2019 roku podczas uroczystej gali zorganizowanej w warszawskim Teatrze Wielkim z okazji 100-lecia Polskiego Komitetu Olimpijskiego Anita Włodarczyk odebrała złoty medal za igrzyska w Londynie.

### 2020
Na początku lutego 2020 roku magazyn „Track and Field News” uznał Anitę Włodarczyk najlepszą lekkoatletką dekady. Panel ekspertów nie miał problemu z decyzją i jednogłośnie wskazał Polkę jako najlepszą zawodniczkę w latach 2010–2019. Uzasadniając decyzję żurnaliści przytoczyli bogatą listę sukcesów Włodarczyk, która w minionej dekadzie m.in. dwukrotnie wygrywała igrzyska olimpijskie i trzykrotnie sięgała po złoto światowego czempionatu.
W marcu Anita Włodarczyk zakończyła współpracę ze swym wieloletnim trenerem, Krzysztofem Kaliszewskim. Zapowiedziała również, że mimo przełożenia igrzysk na 2021 rok zamierza kontynuować karierę i powalczyć o kolejny medal. Wczesną wiosną przeszła kolejny, tym razem mniej inwazyjny zabieg. We wrześniu 2020 roku nowym trenerem Anity Włodarczyk został Chorwat, Ivica Jakelić. Intensywne przygotowania do nowego sezonu pod jego kierunkiem Włodarczyk rozpoczęła w listopadzie tegoż roku na zgrupowaniu w Katarze.

### 2021
W marcu 2021 roku Anita Włodarczyk poinformowała fanów w mediach społecznościowych, że ma swoją lalkę. Sportsmenka znalazła się w zaszczytnym gronie najbardziej inspirujących kobiet świata, na cześć których firma Mattel stworzyła specjalne lalki Barbie Shero.
Pierwszy start w zawodach od kilkunastu miesięcy odnotowała 1 maja, zwyciężając na mityngu w Belek (Turcja) z wynikiem 73,87 m. 9 maja reprezentowała Polskę podczas Pucharu Europy w Rzutach w Splicie, gdzie zajęła 2. miejsce, przegrywając z Malwiną Kopron (72,37 m). W maju i czerwcu stratowała często, długo jednak nie mogła przekroczyć bariery 74 m. 19 maja zajęła trzecie miejsce w Ostrawie (72,72 m), zaś 2 czerwca drugie miejsce w Šamorín (72,95 m). 8 czerwca była trzecia na mityngu w Turku (72,42 m), 20 czerwca zajęła drugie miejsce w Chorzowie (73,59 m), następnie zdobyła srebrny medal mistrzostw Polski w Poznaniu (74,06 m), ponownie przegrywając z Kopron. Olimpijską formą błysnęła 30 czerwca podczas Memoriału Ireny Szewińskiej w Bydgoszczy, zwyciężając bardzo pewnie ze świetnym rezultatem 77,93 m, będącym wówczas trzecim wynikiem na świecie. 5 lipca wygrała zawody w Székesfehérvár na Węgrzech uzyskując 74,66 m. Był to jej ostatni start przed igrzyskami olimpijskimi, na które jechała z wielkimi nadziejami na medal.

#### Igrzyska olimpijskie w Tokio
Za główną faworytkę konkursu rzutu młotem podczas igrzysk olimpijskich w Tokio uważana była Amerykanka DeAnna Price, która kilka tygodni wcześniej jako druga kobieta w historii pokonała granicę 80 m. Okazało się jednak, że mistrzyni świata z Doha przyleciała do stolicy Japonii kontuzjowana. W tej sytuacji rosły szanse Anity Włodarczyk.
1 sierpnia odbyły się eliminacje konkursu olimpijskiego w rzucie młotem kobiet. Włodarczyk już w pierwszej próbie uzyskała 76,99 m i zapewniła sobie udział w finale konkursu. Żadna z rywalek nie zdołała oddać dalszego rzutu. Awans do finału wywalczyły również pozostałe Polki, Joanna Fiodorow i Malwina Kopron.
3 sierpnia 2021 roku Anita Włodarczyk po raz trzeci z rzędu zdobyła olimpijskie złoto w rzucie młotem, uzyskując wynik 78,48 m. Drugą w konkursie Chinkę Zheng Wang wyprzedziła o prawie półtora metra. Brązowy medal wywalczyła Malwina Kopron. Włodarczyk jako pierwsza lekkoatletka w historii zdobyła trzeci złoty medal olimpijski z rzędu w tej samej konkurencji. Był to jednocześnie ostatni jej start w 2021 roku.
31 sierpnia 2021 roku Włodarczyk została odznaczona w Pałacu Prezydenckim w Warszawie Krzyżem Komandorskim z Gwiazdą Orderu Odrodzenia Polski. Uhonorowani przez prezydenta Andrzeja Dudę zostali też pozostali polscy medaliści zakończonych niedawno igrzysk w Tokio. Polska mistrzyni została też dostrzeżona przez European Athletics. Najpierw została nominowana w plebiscycie na lekkoatletkę roku w Europie, następnie znalazła się w finałowej trójce głosowania. Ostatecznie zajęła drugie miejsce (wygrała Sifan Hassan). 21 października 2021 roku uczestniczyła w Gali Sportu Akademickiego w Gdańsku, gdzie wyróżniona została Złotym Gryfem AZS. Dzień później w Warszawie odebrała "Złote Kolce", będąc już po raz dziesiąty zwyciężczynią tego rankingu.

### 2022-2023
Sezon startowy rozpoczęła w maju 2022 wynikiem 78,06 m na mitingu w Nairobi. W czerwcu 2022 doznała kontuzji (zerwania mięśnia dwugłowego) podczas pościgu za złodziejem, który próbował ukraść jej samochód.  
Po trwającej kilka miesięcy rehabilitacji do startów w zawodach wróciła dopiero w maju 2023. W sierpniu 2023 podczas Mistrzostw Świata w Budapeszcie odpadła w eliminacjach z wynikiem 71,17 m. 

### 2024
10 czerwca 2024 zdobyła srebrny medal Mistrzostw Europy w Rzymie, rzucając 72,92 m.

## Osiągnięcia
| Rok  | Impreza                                 | Miejsce        | Lokata            | Wynik  |             |
| ---- | --------------------------------------- | -------------- | ----------------- | ------ | ----------- |
| 2007 | Młodzieżowe mistrzostwa Europy          | Debreczyn      | 9. miejsce        | 62,11  | [ a ]       |
| 2008 | Zimowy puchar Europy w rzutach          | Split          | 1. miejsce        | 71,84  |             |
| 2008 | Igrzyska olimpijskie                    | Pekin          | 4. miejsce        | 71,56  |             |
| 2008 | Światowy finał lekkoatletyczny IAAF     | Stuttgart      | 3. miejsce        | 70,97  |             |
| 2009 | Zimowy puchar Europy w rzutach          | Teneryfa       | 1. miejsce        | 75,05  |             |
| 2009 | Superliga drużynowych mistrzostw Europy | Leiria         | 1. miejsce        | 75,23  |             |
| 2009 | Mistrzostwa świata                      | Berlin         | 1. miejsce        | 77,96  | [ b ]       |
| 2010 | Mistrzostwa Europy                      | Barcelona      | 3. miejsce        | 73,56  | [ c ]       |
| 2010 | IAAF Hammer Throw Challenge             |                | 2. miejsce        | 225,30 | [ d ]       |
| 2011 | Mistrzostwa świata                      | Daegu          | 5. miejsce        | 73,56  |             |
| 2012 | Mistrzostwa Europy                      | Helsinki       | 1. miejsce        | 74,29  |             |
| 2012 | Igrzyska olimpijskie                    | Londyn         | 1. miejsce        | 77,60  | [ e ] [ f ] |
| 2012 | IAAF Hammer Throw Challenge             |                | 2. miejsce        | 223,13 |             |
| 2013 | Superliga drużynowych mistrzostw Europy | Gateshead      | 2. miejsce        | 74,13  |             |
| 2013 | Mistrzostwa świata                      | Moskwa         | 1. miejsce        | 78,46  | [ 172 ]     |
| 2013 | IAAF Hammer Throw Challenge             |                | 1. miejsce        | 233,83 |             |
| 2013 | Igrzyska frankofońskie                  | Nicea          | 1. miejsce        | 75,62  |             |
| 2014 | Mistrzostwa Europy                      | Zurych         | 1. miejsce        | 78,76  |             |
| 2014 | IAAF Hammer Throw Challenge             |                | 1. miejsce        | 232,52 |             |
| 2014 | Puchar interkontynentalny               | Marrakesz      | 1. miejsce        | 75,21  |             |
| 2015 | Superliga drużynowych mistrzostw Europy | Czeboksary     | 1. miejsce        | 78,28  |             |
| 2015 | Mistrzostwa świata                      | Pekin          | 1. miejsce        | 80,85  |             |
| 2015 | IAAF Hammer Throw Challenge             |                | 1. miejsce        | 235,28 |             |
| 2016 | Mistrzostwa Europy                      | Amsterdam      | 1. miejsce        | 78,14  |             |
| 2016 | Igrzyska olimpijskie                    | Rio de Janeiro | 1. miejsce        | 82,29  |             |
| 2016 | IAAF Hammer Throw Challenge             |                | 1. miejsce        | 240,44 |             |
| 2017 | Mistrzostwa Świata                      | Londyn         | 1. miejsce        | 77,90  |             |
| 2017 | IAAF Hammer Throw Challenge             |                | 1. miejsce        | 235,62 |             |
| 2018 | Athletics World Cup                     | Londyn         | 1. miejsce        | 78,74  |             |
| 2018 | Mistrzostwa Europy                      | Berlin         | 1. miejsce        | 78,94  |             |
| 2018 | IAAF Hammer Throw Challenge             |                | 1. miejsce        | 228,12 |             |
| 2018 | Puchar interkontynentalny               | Ostrawa        | 2. miejsce        | 73,45  |             |
| 2019 | IAAF Hammer Throw Challenge             |                | 4. miejsce        | 224,37 |             |
| 2021 | Puchar Europy w rzutach                 | Split          | 2. miejsce        | 72,37  |             |
| 2021 | Igrzyska olimpijskie                    | Tokio          | 1. miejsce        | 78,48  |             |
| 2023 | Mistrzostwa Świata                      | Budapeszt      | el. – 13. miejsce | 71,17  |             |
| 2024 | Mistrzostwa Europy                      | Rzym           | 2. miejsce        | 72,92  |             |
| 2024 | Igrzyska olimpijskie                    | Paryż          | 4. miejsce        | 74,23  |             |
| 2025 | I dywizja drużynowych mistrzostw Europy | Madryt         | 1. miejsce        | 73,34  |             |

## Igrzyska olimpijskie
| Miejsce | Dzień       | Rok  | Miejscowość    | Rezultat | Strata | Zwycięzca     |
| ------- | ----------- | ---- | -------------- | -------- | ------ | ------------- |
| 4.      | 20 sierpnia | 2008 | Pekin          | 71,56    | 3,64   | Yipsi Moreno  |
| 1.      | 10 sierpnia | 2012 | Londyn         | 77,60    | 0      | –             |
| 1.      | 15 sierpnia | 2016 | Rio de Janeiro | 82,29    | 0      | –             |
| 1.      | 3 sierpnia  | 2021 | Tokio          | 78,48    | 0      | –             |
| 4.      | 6 sierpnia  | 2024 | Paryż          | 74,23    | 2,74   | Camryn Rogers |

## Rankingi

### Ranking Track and Field News[201]
| Rok  | Pozycja    |
| ---- | ---------- |
| 2008 | 4. miejsce |
| 2009 | 1. miejsce |
| 2010 | 2. miejsce |
| 2011 | 6. miejsce |
| 2012 | 2. miejsce |
| 2013 | 1. miejsce |
| 2014 | 1. miejsce |
| 2015 | 1. miejsce |
| 2016 | 1. miejsce |
| 2017 | 1. miejsce |
| 2018 | 1. miejsce |
| 2019 | 5. miejsce |
| 2021 | 1. miejsce |
| 2022 | 4. miejsce |
| 2024 | 6. miejsce |

## Progresja wyników
| Rok  | Wiek    | Wynik | Miejsce          | Data       | W Polsce       | Na świecie |
| ---- | ------- | ----- | ---------------- | ---------- | -------------- | ---------- |
| 2002 | 17 lat  | 33,83 | Poznań           | 2002-08-31 | ?              | –          |
| 2003 | 18 lat  | 43,24 | Poznań           | 2003-05-18 | 42. (14. jun.) | –          |
| 2004 | 19 lat  | 54,74 | Wolsztyn         | 2004-10-02 | 9. (3. jun.)   | –          |
| 2005 | 20 lat  | 60,51 | Poznań           | 2005-05-15 | 6.             | 157.       |
| 2006 | 21 lat  | 65,53 | Wolsztyn         | 2006-10-01 | 3.             | 68.        |
| 2007 | 22 lata | 69,07 | Poznań           | 2007-09-16 | 3.             | 36.        |
| 2008 | 23 lata | 72,80 | Biberach         | 2008-06-28 | 2.             | 17.v       |
| 2009 | 24 lata | 77,96 | Berlin           | 2009-08-22 | 1.             | 1.         |
| 2010 | 25 lat  | 78,30 | Bydgoszcz        | 2010-06-06 | 1.             | 1.         |
| 2011 | 26 lat  | 75,33 | Elstal           | 2011-09-09 | 1.             | 6.         |
| 2012 | 27 lat  | 77,60 | Londyn           | 2012-08-10 | 1.             | 4.         |
| 2013 | 28 lat  | 78,46 | Moskwa           | 2013-08-16 | 1.             | 2.         |
| 2014 | 29 lat  | 79,58 | Berlin           | 2014-08-31 | 1.             | 1.         |
| 2015 | 30 lat  | 81,08 | Władysławowo     | 2015-08-01 | 1.             | 1.         |
| 2016 | 31 lat  | 82,98 | Warszawa         | 2016-08-28 | 1.             | 1.         |
| 2017 | 32 lat  | 82,87 | Władysławowo     | 2017-07-29 | 1.             | 1.         |
| 2018 | 33 lat  | 79,89 | Lublin           | 2018-07-22 | 1.             | 1.         |
| 2019 | 34 lata | 75,61 | Turku            | 2019-06-11 | 2.             | 6.         |
| 2021 | 36 lat  | 78,48 | Tokio            | 2021-08-03 | 1.             | 2.         |
| 2022 | 37 lat  | 78,06 | Nairobi          | 2022-05-07 | 1.             | 2.         |
| 2023 | 38 lat  | 74,81 | Bańska Bystrzyca | 2023-07-20 | 1.             | 9.         |
| 2024 | 39 lat  | 74,23 | Paryż            | 2024-08-06 | 1.             | 10.        |
| 2025 | 40 lat  | 74,70 | Eugene           | 2025-07-05 | 1.             | 12.        |

## Mistrzostwa Polski
Anita Włodarczyk w latach 2005–2021 czternaście razy startowała w wąskim finale mistrzostw Polski seniorów, zdobywając dziewięć złotych oraz srebrny i brązowy medal. W klasyfikacji medalowej wszech czasów mistrzostw Polski ustępuje tylko Kamili Skolimowskiej. Wynik 80,79 m z Białegostoku (2017 r.) jest rekordem mistrzostw Polski.
| Mistrzostwa Polski       | Pozycja    | Wynik |
| ------------------------ | ---------- | ----- |
| Biała Podlaska 2005      | 6. miejsce | 57,86 |
| Bydgoszcz 2006           | 3. miejsce | 62,70 |
| Poznań 2007              | 4. miejsce | 64,42 |
| Szczecin 2008            | 2. miejsce | 71,71 |
| Bydgoszcz 2009           | 1. miejsce | 75,74 |
| Bydgoszcz 2011           | 1. miejsce | 73,05 |
| Bielsko-Biała 2012       | 1. miejsce | 74,71 |
| Toruń 2013               | 1. miejsce | 76,93 |
| Szczecin 2014            | 1. miejsce | 75,85 |
| Kraków 2015              | 1. miejsce | 78,24 |
| Bydgoszcz 2016           | 1. miejsce | 78,69 |
| Białystok 2017           | 1. miejsce | 80,79 |
| Lublin 2018              | 1. miejsce | 79,59 |
| Poznań 2021              | 2. miejsce | 74,06 |
| Gorzów Wielkopolski 2023 | 1. miejsce | 70,91 |
| Bydgoszcz 2024           | 1. miejsce | 72,06 |

## Rekordy Polski
| Rezultat   | Data                  | Miejsce        | Zawody                                       | Źródło  |
| ---------- | --------------------- | -------------- | -------------------------------------------- | ------- |
| 77,20      | 8 sierpnia 2009(dts)  | Chociebuż      | International Lausitzer Meeting              | [ 214 ] |
| 77,96 (RŚ) | 22 sierpnia 2009(dts) | Berlin         | mistrzostwa świata                           | [ 215 ] |
| 78,30 (RŚ) | 6 czerwca 2010(dts)   | Bydgoszcz      | Europejski Festiwal Lekkoatletyczny Enea Cup | [ 216 ] |
| 78,46      | 16 sierpnia 2013(dts) | Moskwa         | mistrzostwa świata                           | [ 217 ] |
| 78,76      | 15 sierpnia 2014(dts) | Zurych         | mistrzostwa Europy                           | [ 218 ] |
| 79,58 (RŚ) | 31 sierpnia 2014(dts) | Berlin         | Internationales Stadionfest                  | [ 219 ] |
| 81,08 (RŚ) | 1 sierpnia 2015(dts)  | Cetniewo       | Festiwal Rzutów im. Kamili Skolimowskiej     | [ 220 ] |
| 82,29 (RŚ) | 15 sierpnia 2016(dts) | Rio de Janeiro | Letnie Igrzyska Olimpijskie                  | [ 221 ] |
| 82,98 (RŚ) | 28 sierpnia 2016(dts) | Warszawa       | Memoriał Kamili Skolimowskiej                |         |

## Rekordy życiowe
| Konkurencja    | Wynik | Data             | Miejsce  | Zawody                             | Uwagi |
| -------------- | ----- | ---------------- | -------- | ---------------------------------- | ----- |
| Rzut młotem    | 82,98 | 28 sierpnia 2016 | Warszawa | Memoriał Kamili Skolimowskiej 2016 | WR    |
| Pchnięcie kulą | 13,25 | 26 sierpnia 2008 | Toruń    | młodzieżowe mistrzostwa Polski     |       |
| Rzut dyskiem   | 52,26 | 21 sierpnia 2008 | Poznań   |                                    |       |

## Rekord świata masters
8 marca 2021 roku w trakcie Letnich Igrzysk Olimpijskich 2020 w Tokio po rzucie młotem na odległość 78.48m Anita Włodarczyk została rekordzistką świata masters w kategorii W35.

## Uwagi

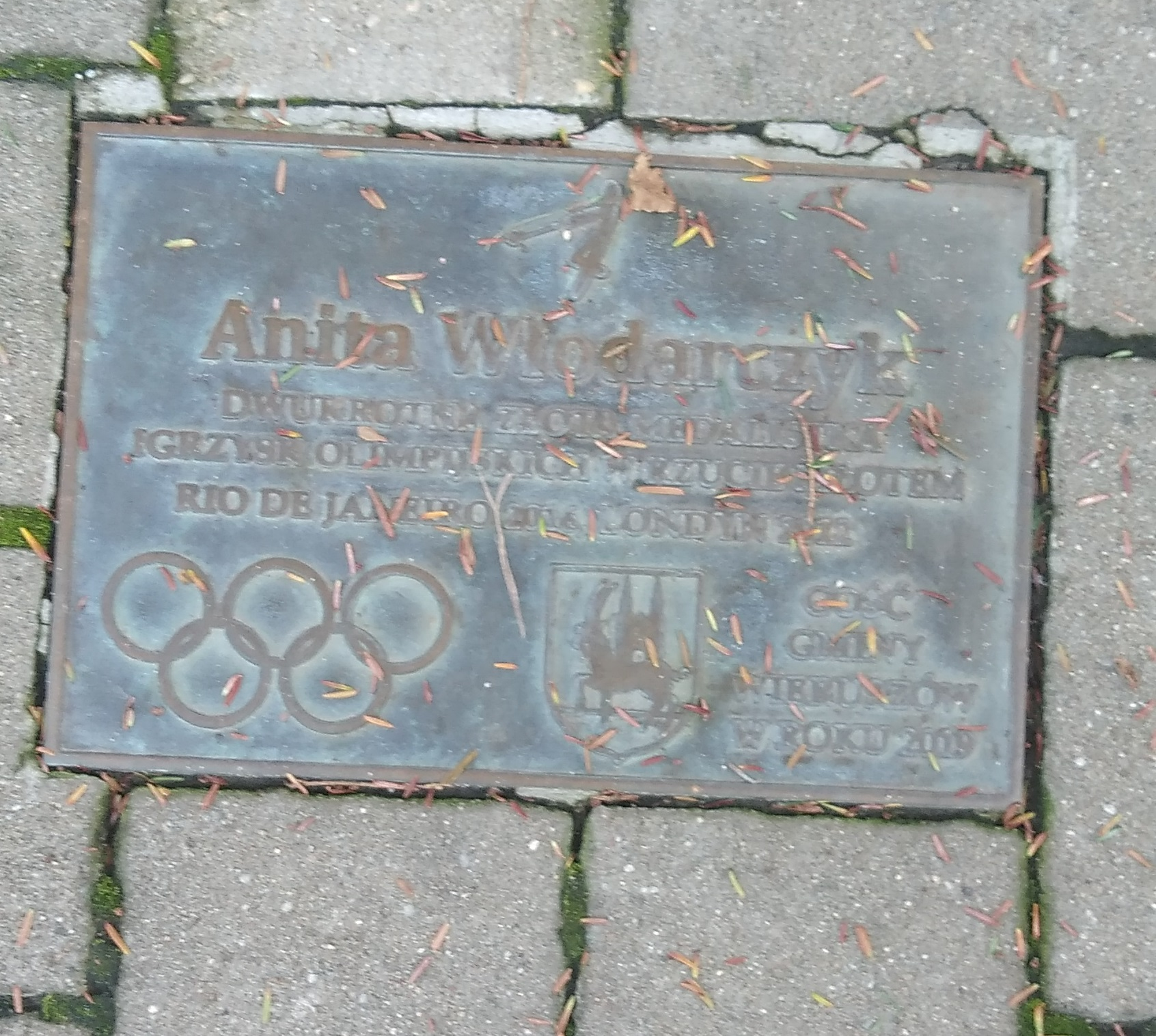
Tablica Anity Włodarczyk w Alei Olimpijczyków i Paraolimpijczyków w Wieruszowie odsłonięta w 2019 r.

## Odznaczenia i wyróżnienia
- Krzyż Kawalerski Orderu Odrodzenia Polski (2009)[223]
- Krzyż Oficerski Orderu Odrodzenia Polski (2016)[224]
- Krzyż Komandorski z Gwiazdą Orderu Odrodzenia Polski (2021)[225][226]
- Tytuł Honorowego Obywatela Gminy Rawicz
- Wielka Honorowa Nagroda Sportowa za 2009, 2014, 2015 i 2016 rok[227]